# 中御門宣輔
中御門宣輔（なかのみかど としすけ、明徳3年（1392年） - 永享11年（1439年）2月6日）は、室町時代前期の公卿。別名は中御門宣資、中御門俊輔。

## 官歴
- 応永13年（1406年）：蔵人
- 応永14年（1407年）：正五位上
- 応永15年（1408年）：右少弁
- 応永18年（1411年）：右中弁
- 応永19年（1412年）：従四位上
- 応永21年（1414年）：左中弁、右大弁、蔵人頭、正四位下
- 応永22年（1415年）：参議、近江権守
- 応永28年（1421年）：正三位、権中納言
- 応永31年（1424年）：従二位
- 永享4年（1432年）：権大納言
- 永享9年（1437年）：正二位

## 系譜
- 父：中御門宣俊
- 子：中御門明豊